# Heliopsis helianthoides
Heliopsis helianthoides là một loài thực vật có hoa trong họ Cúc. Loài này được (L.) Sweet mô tả khoa học đầu tiên năm 1826.